# Pirenne-tesen
Pirenne-tesen går tilbage til den belgiske historiker Henri Pirenne. I en posthum afhandling i 1937 Mahomet et Charlemagne ("Muhammed og Karl den Store") fremdrog Pirenne sin opfattelse om slutningen på antikken og overgangen fra senantikken til middelalderen. Ifølge Pirenne blev den kulturelle og økonomiske enhed i middelhavsverdenen ikke ødelagt af folkevandringerne, men af den islamiske ekspansion i det 7. og begyndelsen af 8. århundrede. Pirennes tese havde stor indflydelse på tidsfæstelsen af antikkens slutning.
| Historie | Spire Denne historieartikel er en spire som bør udbygges. Du er velkommen til at hjælpe Wikipedia ved at udvide den. |